# 科学雑誌 (学術)

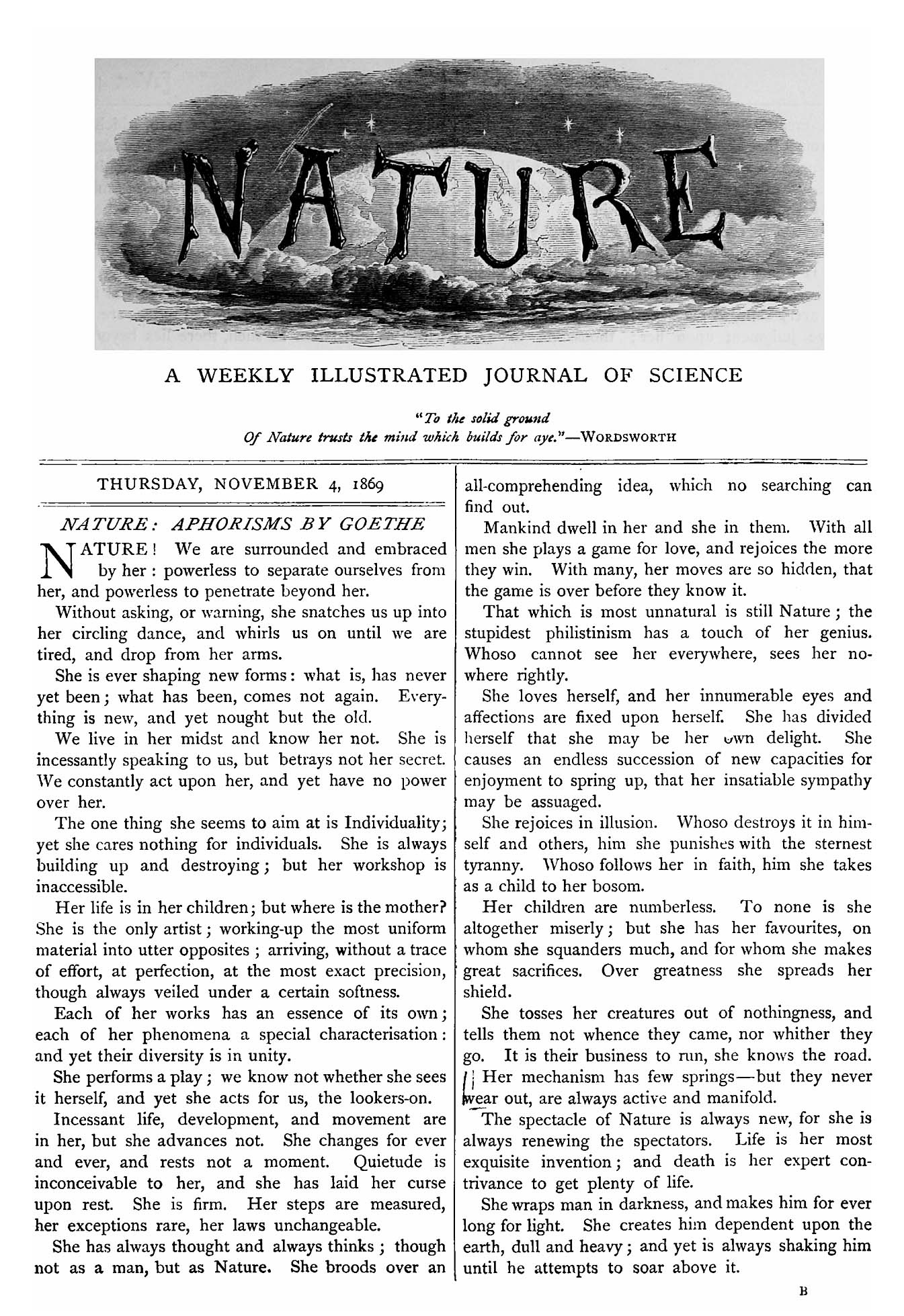
Nature誌第1号の表紙 (1869年11月4日)

学術出版において、科学雑誌（かがくざっし、英: scientific journal）とは、新しい研究成果を科学界に広めることにより、科学の進歩を促進することを目的とした定期刊行物である。これらの雑誌は、研究者、学者、科学者が、最新の発見、洞察、方法論を多くの科学分野にわたって共有するためのプラットフォームとして機能する。業界誌とは異なり、科学雑誌は、掲載内容の妥当性、信頼性、品質を保証することを目的とした厳格なピア・レビュー査読によって特徴付けられている。17世紀にまでさかのぼる起源を持つ科学雑誌の発行は、科学的知識の進歩、学術的言説の育成、科学コミュニティ内の協力の促進において極めて重要な役割を果たし、大きく発展してきた。
2012年時点で、28,100誌以上の科学雑誌が発行されていると推定されており、ScienceやNatureに見られるような一般科学から、高度に専門化された分野まで、幅広い分野をカバーしている 。これらの雑誌は、主に、原著論文、総説、巻頭辞などを含む査読付き論文を発行しており、それぞれが学術界の中で明確な役割を果たしている。電子出版の登場によって、科学雑誌の対象はさらに拡大すると共に入手しやすくなり、より効率的な情報の発信と検索が可能になるとともに、コストや著作権に関する課題にも対処している。
科学雑誌は、科学知識の普及（dissemination）とアーカイブに貢献するだけでなく、科学者の学問・研究上のキャリアにおいて重要な役割を果たしている。科学雑誌は、研究者に各分野の最新動向を伝え、再現性と複製可能性を通じて研究の完全性を支え、将来の研究努力の方向性に影響を与えるのに役立っている。

## 特徴
発行されている科学雑誌は何万もあり、2012年のある推定では、28,100誌が活動中であり、さらに多くの雑誌が過去の様々な時点で発行されてきた（科学雑誌の一覧を参照）。ほとんどの科学雑誌は高度に専門化されているが、ScienceやNatureのような最も古い雑誌の中には、幅広い科学分野の論文や科学論文を掲載しているものもある。科学雑誌には、その品質と科学的妥当性の基準を満たしていることを確認するために、査読された記事が含まれている。
科学雑誌は、表面的には業界誌に似ているが、実際にはまったく異なる。とりわけ、科学雑誌の論文の著者は専門家であり、記述に引用をつけなればならない（そして文献リストも）。また、論文の内容は研究を扱い、査読もある。一方、業界誌はさまざまな分野の人々を対象としており、その分野の人々がどのようにすればより良い仕事ができるかに焦点を当てている。さらに、仕事に関連する情報も扱い、効率を向上させるためのヒントやアドバイスも含まれるが、学術的なものではない。

## 内容
科学雑誌の記事は、学生、研究者、教授など、現役の科学者によって書かれることがほとんどである。その想定読者も、その分野の他の人々であり、その内容は通常の出版物よりも高度で洗練されている。そして、記事の種類によって目的は異なる。
科学雑誌の記事は通常、一般雑誌を読むように気軽に読めるものではない。一般雑誌の記事は気軽に読むことができるが、科学雑誌の記事を読むには、より多くの集中力を必要とする。科学雑誌の論文を読むには、まずタイトルを読み、それが目的のトピックに関連しているかどうかを確認する。そうであれば、次に要旨（要旨がない場合はサマリーか結論）を読み、その論文が読むに値するかどうかを確認する。そして、読む価値がありそうであれば、読者は論文全体を読むことになる。
研究結果の公表は、科学の進歩を支援する上で不可欠な部分である。科学者が実験や計算について述べている場合、別の研究者がその結果を検証するために実験や計算を繰り返すことができるように、あるいは研究論文の知見が何であれ評価することができるように、どのように行ったかも説明する必要がある。

## 論文の活用
科学雑誌の論文は、研究や高等教育で利用することができる。科学論文によって、研究者はその分野の発展状況を常に把握し、自らの研究の方向性を決められる。科学論文に不可欠なのは、先行研究の引用である。論文や学術雑誌の影響力は、引用回数を数えることで評価されることが多い（被引用数指標（citation impact））。古典的な論文の解説に部分的に時間を割く授業もあり、ゼミナールの授業では、各学生が古典的な論文や最新の論文を発表することもある。学校の教科書やテキストブックは通常、確立されたトピックについてのみ書かれているが、最新の研究やより曖昧なトピックには、科学論文を通じてのみアクセスできる。科学研究グループや教育機関の学科では、ジャーナル・クラブで最新の科学雑誌の内容について議論するのが普通である。公的資金提供機関は、研究成果が科学雑誌に掲載されることを要求することが多い。学術的地位への昇進のための業績は、出版された科学論文の数と影響力によって、その大部分が確立される。多くの博士課程では、論文集が認められており、候補者は一定数の科学論文を発表することが求められる。

## 論文の読み書き
科学雑誌の記事は高度に専門的で、そのジャーナルがカバーする科学分野の最新の理論研究や実験結果を表す傾向がある。その分野の研究者や上級の学生以外には理解できないことも多い。内容の性質上、これは避けられない場合もある。通常、科学論文の書き方の厳格なルールが編集者によって強いられるが、これらのルールは雑誌によって、特に異なる出版社のジャーナルによって異なる場合がある。科学雑誌は、主としてまったく新しい結果を報告する原著論文か、現在の文献のレビューで構成される。異なる著者の章からなるテーマ別の巻を出版することで、論文と書籍の橋渡しをする科学出版物もある。African Invertebrates「アフリカの無脊椎動物」誌のように、特定の地域の論文を専門に掲載する、地域に特化した学術誌も多い。

## 歴史
17世紀には、科学者たちは互いに手紙を書き、科学上のアイデアをそこに含めていた。そして17世紀半ばには、科学者たちが会合を開き、科学的アイデアを共有するようになった。最終的には、王立協会（1660年）やフランス科学アカデミー（1666年）などの組織を立ち上げることになった。1665年には、フランスのジュルナル・デ・サヴァン（Journal des sçavans）とイギリスのフィロソフィカル・トランザクションズ（Philosophical Transactions of the Royal Society）が、研究結果を体系的に発表し始めた。18世紀には、1000を超える、ほとんどが泡沫的なものが設立され、その後その数は急速に増加した。
ピア・レビューが始まったのは1970年代に入ってからで、知名度の低い研究者が、より権威のある学術誌に論文を掲載できるようにするための方法と考えられていた。当初は論文のコピーを査読者に郵送することで行われていたが、現在はオンラインで行われている。

## 出版プロセス
科学論文の著者はジャーナリストではなく現役の研究者であり、通常は大学院生や研究者が教授と論文を執筆する。そのため、著者は無報酬であり、雑誌から報酬を受け取ることはない。しかし、資金提供団体から科学雑誌への掲載を求められることはある。
論文は雑誌編集部に提出され、編集者（エディター）が論文の適切性、潜在的な科学的影響力、新規性を検討する。ジャーナルの編集者が適切と判断した場合、論文は査読に回される。分野や雑誌、論文にもよるが、論文は1～3人の査読者に送られ、掲載許可が下りる前に評価を受ける。査読者は、著者が自分たちの研究に関連する最近の関連研究に十分に精通しているか、データは適切に収集または検討され、再現性があるか、議論されたデータが提示された結論や示唆された含意を裏付けているかなど、科学的主張の健全性について論文をチェックすることが期待されている。また、新規性も重要である。既存の研究を適切に検討し、参照し、新しい結果を提示することが必要である。査読者は通常無報酬であり、雑誌編集部の一員ではない。その代わり、「同輩（peer）」、つまり当該論文と同じ分野の研究者でなければならない。

## 掲載基準と雑誌のランク
雑誌が出版を決定するために用いる基準は、大きく異なることがある。Nature、Science、PNAS、Physical Review Lettersなどの一部の学術誌は、各分野において根本的なブレークスルーを示す論文を掲載するという評判を得ている。多くの分野においては、科学雑誌の公式または非公式のヒエラルキーが存在する。その分野で最も権威のあるジャーナルは、掲載する論文を最も厳選する傾向があり、通常はインパクトファクターも最も高くなる。国によっては、雑誌ランキングを資金提供の決定や研究者個人の評価に利用することもあるが、その目的にはあまり適していない。

## 再現性と複製可能性
科学雑誌にとって、科学的結果の再現性と複製可能性は、他の科学者が論文に記載されたのと同じ条件下、または少なくとも同様の条件下で結果を確認し、再現することを可能にする中核的な概念であり、同じ測定物の同様の測定で、または測定条件を変更して実施した測定で、同様の結果が得られるようにするものである。論文に記載された内容のみに基づいて結果を再現する能力が期待される一方で、第三者による再現性の検証は、一般的に論文掲載のために要求されない。したがって、論文に示された結果の再現性は、報告された手順の質と提供されたデータとの一致によって暗黙のうちに判断される。しかし、Inorganic SynthesesやOrganic Synthesesなど、化学分野の学術誌の中には、査読プロセスの一環として、発表された結果の第3者による再現を要求するものもある。第3者の研究者が発表された結果を再現できないことは広く見られ、70％の研究者が他の科学者の結果を再現できないと報告しており、その半数以上が自分の実験を再現できないと報告している。再現不可能性の原因は様々で、改ざんまたは誤って表示されたデータの発表や手順の誤魔化しなどがある。

## 論文の種類

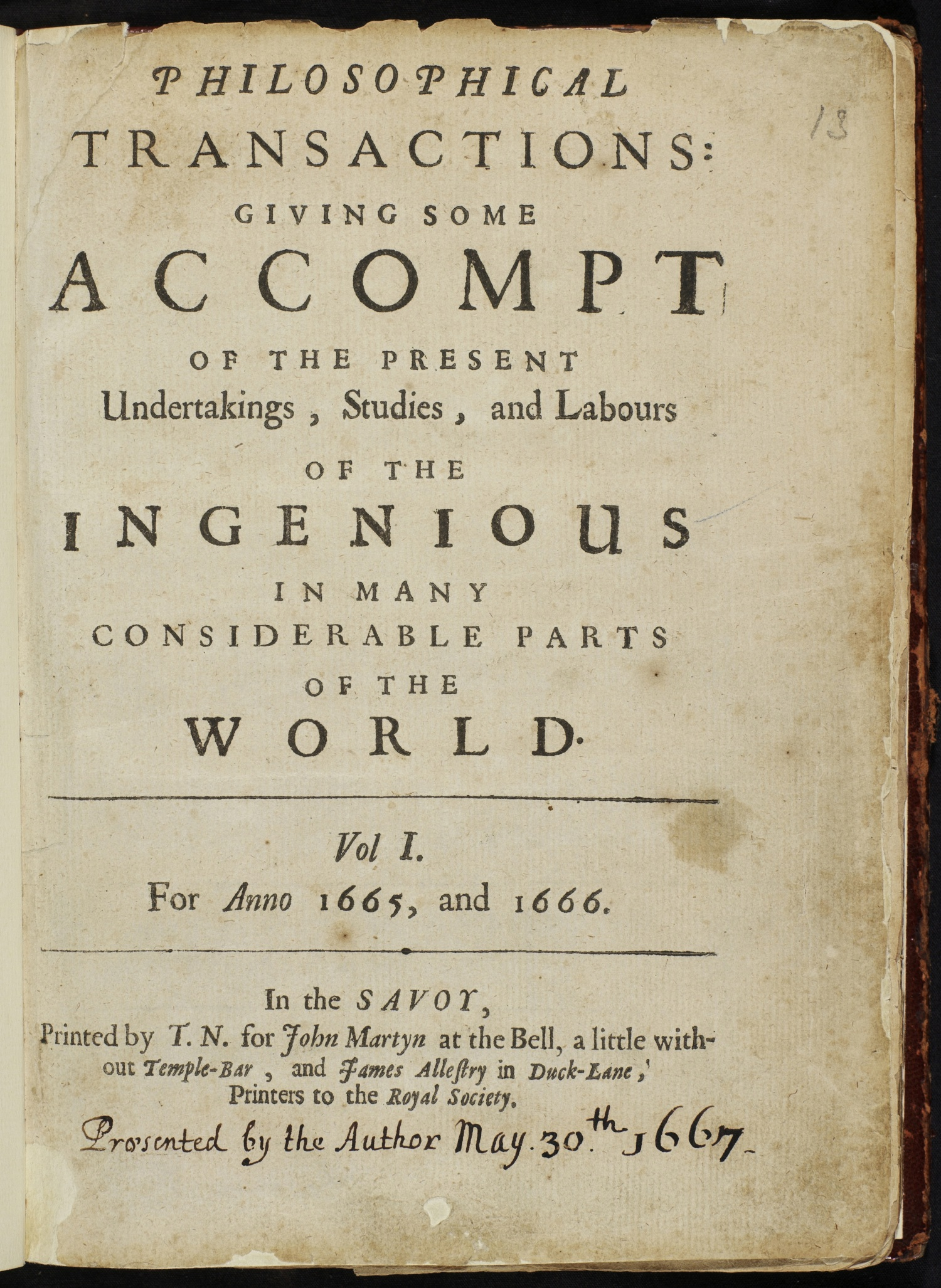
世界初の科学専門誌『フィロソフィカル・トランザクションズ』第1巻のタイトルページ

科学雑誌の記事にはいくつかの種類があり、正確な用語や定義は分野や特定の雑誌によって異なるが、多くの場合以下のようなものがある。
- 原著論文（英: original articles or research article）: 研究、開発、調査に関する内容で、独創性、新規性があり、著者名と所属機関名が記載されており、目的、対象、方法、結果、考察、結論で構成されている。図、表、写真、参考文献を含み、要旨、要約がある[19]。多くは医学雑誌編集者国際委員会（International Committee of Medical Journal Editors: ICMJE）（英語版）が推奨する一般的なIMRAD方式に従っている。

原著論文は、以下を含むいくつかのセクションで構成される。  
- - 題名
  - 著者に関する情報
  - 要旨、アブストラクト（abstract）またはサマリー（summary）（英語版）: 論文の要約
  - 序説（introduction）（英語版）: 研究の背景、研究が行われた理由、以前に行われたこのトピックに関する研究、そして仮説も含まれることがある。
  - 方法: 研究が行われた方法、研究のサンプルに関する詳細、測定方法、手順を含む。
  - 結果（results）: 研究による発見がまとめて書かれる。
  - 結論（conclusion）または議論（discussion）: 結果が提起された疑問にどのように答えを与えたか、また今後研究される可能性のある分野を説明する。
  - 参照: 参考文献の書誌情報のリスト
  - 補足情報: 現在の研究成果である大量のデータが含まれ、ほとんどが数値データで数十ページから数百ページになることもある。現在では、このデータはインターネット上で電子的に公開するだけの雑誌もある。補足情報には、ルーチンな研究手順の説明、式の導出、ソースコード、本質的でないデータ、スペクトルやその他の雑多な情報のような、論文の本文にはふさわしくないその他の膨大な資料も含まれる[要出典]。

- レター（英: letter or communications）: ある雑誌に載った論文に対して、意見を表明する短い文章である[21]。"Correspondence"や"Letter to the editor"とも呼ばれることがある[21]。
- 総説（英: Review）: 既に行われた研究の要約を提供する[22]。特定の分野や主題について、関連文献、資料に基づいて総括的に論評した記事である。レビューとも呼ばれることがある。システマティック・レビューのように統計学的手法を駆使して、複数の研究の結果を定量的に評価したものもある。

- 巻頭辞（英: Editorial）は、現在話題になっている、あるいは今後大きく議論されるであろうトピックや研究に言及した短い巻頭の論文である[23]。主に学術雑誌の編集者や専門家の寄稿などによる[23]。

- データ・ペーパー（英語版）: データセットの記述に特化した論文である。このタイプの論文は人気が出てきており、Scientific Data（英語版）やEarth System Science Data（英語版）など、データ論文専用のジャーナルも創刊されている。
- ビデオ論文: 科学論文に最近加わったものである。新しい技術やプロトコルのオンラインビデオデモンストレーションと厳密な文章による説明を組み合わせたものが多い[24][25]。

上記に加え、Science誌のような科学雑誌には、科学的発展（多くの場合、政治的問題を含む）を説明するニュース欄がある。これらの記事は、科学者ではなく、科学ジャーナリストによって書かれることが多い。これらの記事や、上述のレター、巻頭辞はピア・レビューを受けていないため、一般的には査読つき記事とはみなされない。

## 電子ジャーナル
電子出版は、情報普及（dissemination）の新しい分野である。電子出版の定義の一つは、科学雑誌の文脈にある。電子出版とは、学術的な科学成果を電子的な（紙ではない）形でのみ発表することである。これは、最初の執筆、つまり作成から出版、普及に至るまでである。電子科学雑誌は、特にインターネット上で発表されるように設計されている。過去に印刷されたものを翻案したり、作り直したりしたものを電子的に配信するものではないと定義されている。
電子出版は、当分の間、紙の出版と並行して存在し続ける可能性が高い。というのも、スクリーンに出力することは、閲覧や検索には重要であるが、発展的な読解には適していないからである。紙で読むのに適したフォーマットと、読者のコンピューターで操作するのに適したフォーマットの両方を統合する必要がある。多くの雑誌は、ウェブブラウザを通じて画面上で読める形式と、印刷やローカルのデスクトップまたはラップトップコンピュータでの保存に適した文書形式PDFの両方で電子的に入手できる。JATSやユートピア・ドキュメントのような新しいツールは、「オンザフライ」で作成されるハイパーリンクを通じて、PDF版のコンテンツをワールド・ワイド・ウェブに直接接続するという点で、「ウェブ版」への「橋渡し」をしてくれる。論文のPDF版は、通常、最終公開版（version of record: VOR）とみなされるが、この問題には議論もある。
すでに定評のある印刷版雑誌の電子版は、査読・編集された「出版」論文の迅速な普及（dissemination）を促進し、提供している。他の雑誌も、既存の印刷版雑誌からスピンオフしたものであれ、電子ジャーナルのみとして創刊されたものであれ、インターネット上での迅速な普及能力と利用可能性を促進する存在となっている。これと連動して、ピア・レビュー、校正、組版、その他の、迅速な普及をサポートする各段階もスピードアップしている。
科学雑誌を電子出版することによるその他の改善点、利点、独自の価値とは、補足資料（データ、画像、動画）を簡単に利用できること、コストが低いこと、より多くの人々、特に非先進国の科学者が利用できることである。したがって、先進国の研究成果は、非先進国の科学者にとっても、より利用しやすくなっている。
さらに、科学雑誌の電子出版は、査読の基準を損なうことなく達成されている。
その一つが、従来の紙の学術誌に相当するオンライン版である。2006年までに、ほとんどすべての科学雑誌が、査読プロセスを維持しながら、電子版を確立した。多くの雑誌は完全に電子出版に移行した。同様に、ほとんどの学術図書館は電子版を購入し、最も重要なタイトルや最も利用されるタイトルに限って紙媒体を購入している。
論文を書いてから雑誌に掲載されるまでには、通常数ヶ月の遅れがあるため、紙の雑誌は最新の研究を発表するのに理想的な形式とは言えない。現在、多くの雑誌は、紙媒体のように号が揃うのを待つことなく、準備ができ次第、最終公開版（version of record: VOR）を電子版で発行している。物理学など、さらにスピードが求められる多くの分野では、最新の研究を広めるという科学雑誌の役割は、arXiv.orgのようなプレプリントデータベースにほぼ取って代わられている。そのような論文のほとんどすべてが、最終的には従来の雑誌に掲載され、品質管理、論文のアーカイブ、科学的信用の確立において、科学雑誌は依然として重要な役割を果たしている。

## コスト
多くの科学者や図書館員は、学術雑誌にかかる費用、特に営利目的の大手出版社に支払われる費用に長い間抗議してきた。研究者が学術雑誌にオンラインでアクセスできるように、多くの大学はサイトライセンスを購入し、学内のどこからでも、承認された利用者が適切な認証を経由してアクセスできるようにしている。これらは非常に高価で、時には印刷サブスクリプションよりもはるかに高いかもしれないが、ライセンスを使用する人の数を反映しているかもしれない。なお、印刷サブスクリプションとは、1人が雑誌を購読するための費用である。サイトライセンスは、何千人もの人々がアクセスできるようにすることができる。
非営利出版社としても知られる学会の出版物は、通常、商業出版社よりも安価であるが、それでも学術雑誌の価格は年間数千ドルである。一般的に、この資金はそのような学術雑誌を運営する学会の活動資金に使われるか、科学者のためのさらなる学術リソースの提供に投資される。つまりその資金は学術界に資することにはなる。
統計的な論拠に基づけば、オンラインによる電子出版と、ある程度のオープンアクセスは、どちらもより広範な普及（dissemination）をもたらし、論文が受ける平均被引用数を増加させることが示されている。
コストやオープンアクセスに対する懸念から、Public Library of Science（PLoS）系などのフリーアクセス雑誌や、Journal of High Energy Physicsのような部分的なオープンアクセス雑誌、またはコストが削減された雑誌が創刊された。しかし、プロの編集者には依然として報酬が支払われなけれ ばならず、PLoSは運営費の大半を財団からの寄付に大きく依存している。小規模な雑誌は、そのようなリソースにアクセスできないことがよくある。
電子出版への移行にもかかわらず、雑誌の危機（serials crisis）は続いている。「学術雑誌の出版社は顧客から搾取し、学術的なモノグラフはごくわずかな読者にしか届かず、図書館は予算不足にあえぎ、学者は真実よりもキャリアを追い求め、読者はそれにふさわしい情報を得ることができていない。」とボールドウィン教授は警告し、「科学研究のほとんどは連邦政府から補助金を得ている。2022年のホワイトハウスの指令では、『2025年12月31日をもって、すべての機関は...即時のオープンアクセスを義務づけなければならない』となっている。2023年5月14日のG7首脳会議、5月23日の欧州理事会も同様の立場をとっている。流れは無制限アクセスを支持する方向に変わりつつあるが、対抗勢力は非常に複雑であり、先行きは依然として不透明である」 とロバート・ダーントンは書いている。

## 著作権
従来、論文の著者は雑誌出版社に著作権を譲渡する必要があった。出版社は、これは著者の権利を保護し、別刷りやその他の利用許可を調整するために必要なことだと主張していた。しかし、多くの著者、特にオープンアクセス運動に積極的な著者は、これでは満足できないと考え、その影響力を利用して、代わりに出版ライセンスへと徐々に移行してきた。このような制度では、出版社は論文の編集、印刷、頒布を商業的に行う許可を持つが、その他の権利は著者自身が保持する。
雑誌社が論文の著作権を保持する場合でも、ほとんどの雑誌は著者に一定の権利を認めている。これらの権利には通常、著者の将来の著作物において論文の一部を再利用する権利や、著者が限定部数のコピーを配布する権利などが含まれる。印刷版では、このようなコピーはリプリント（reprint）または別刷りと呼ばれ、電子版ではポストプリントと呼ばれる。アメリカ物理学会（American Physical Society）など一部の出版社では、著者や雇用主のウェブサイトや無料の電子プリントサーバーに論文を掲載・更新する権利、図表の使用や再利用を他者に許可する権利、さらには料金を請求しない限りリプリントを再配付する権利も著者に認めている。Public Library of Science（PLOS）のような、著者は著作権を保持するが掲載料を支払わなければならないオープンアクセス雑誌の台頭も、著作権に関する懸念に対する最近の対応である。

## 関連文献
- A.J. Meadows, ed. The Scientific Journal. London : Aslib, c1979. ISBN 0-85142-118-0
- R.E. Abel et al. "Scholarly Publishing: Books Journals, Publishers, and Libraries in the Twentieth Century". N.Y.: Wiley, 2002. ISBN 0-471-21929-0
- D.W. King et al. "Scientific Journals in the United States: their Production, Use, and Economics". Stroudsberg, PA: Hutchinson-Ross, 1981 ISBN 0-87933-380-4
- A. Gielas & エイリーン・ファイフ（英語版）, eds. "Editorship and the Editing of Scientific Journals, 1750–1950", Special Issue: Centaurus. International Journal for the History of Science and its Cultural Aspects（英語版）, 2020.